# Rhaphidophora teysmanniana
Rhaphidophora teysmanniana — вид квіткових рослин із родини Araceae, роду Rhaphidophora. Це ліана, рідним ареалом якої є Сулавесі.